# Estación de León (México)
León fue una estación de trenes que se encuentra en León de Los Aldama, Guanajuato. La estación se encuentra deteriorada, descuidada y se usa como bodega.

## Historia
El 8 de septiembre de 1880, el gobierno mexicano otorgó a la Compañía Bostoniana del Ferrocarril Central Mexicano, la concesión para construir una línea férrea entre México y Paso del Norte (hoy Ciudad Juárez). Se comenzaron a instalar los rieles el 15 de septiembre de 1880 y se edificó en terrenos adquiridos por la Compañía Limitada del Ferrocarril Central mediante una operación de compra-venta el 17 de abril de 1882. El tramo México-León se concluyó el 31 de diciembre de 1882, terminándose toda la línea en marzo de 1884.
En 1995, salieron las últimas corridas del tren de pasajeros hacia Ciudad Juárez en Chihuahua.
En 2023, ocurrió un incendio provocado por una falla eléctrica en la estación del ferrocarril, lo cual afectó el techo y la fachada del antiguo edificio. 